# A.P.E.X.
Pour les articles homonymes, voir Apex.
Pour plus de détails, voir Fiche technique et Distribution.
A.P.E.X. est un film américain de science fiction réalisé par Phillip J. Roth et sorti en 1994.

## Synopsis
En 2073, la Terre est un gigantesque champ de bataille. Des escouades de cyborgs nommés les A.P.E.X. sont programmés pour éliminer les derniers survivants humains, résistants au pouvoir des machines. Seul un homme, le scientifique Nicolas Sinclair, transporté accidentellement dans le passé en 1973 lorsqu'il travaillait sur les paradoxes temporels, peut empêcher l'anéantissement de la race humaine. 

## Fiche technique
- Réalisation : Phillip J. Roth
- Scénario : Phillip J. Roth
- Lieu de tournage : Californie
- Durée : 98 minutes
- Date de sortie :
  - États-Unis : 4 mars 1994

## Distribution
- Richard Keats : Nicholas Sinclair
- Mitchell Cox : Shepherd
- Lisa Ann Russell : Natasha Sinclair
- Marcus Aurelius : Taylor
- Adam Lawson : Rasheed
- David Jean Thomas : Dr. Elgin
- Brian Richard Peck : Desert Rat
- Anna B. Choi : Mishima
- Kristin Norton : Johnson
- Jay Irwin : Gunney
- Robert Tossberg : 1973 Father
- Kathleen Randazzo : 1973 Mother
- Kareem H. Captan : Joey
- Merle Nicks : Viel homme
- Natasha Roth :

## Distinctions
- Nommé en 1994 lors de l'International Fantasy Film Award,